# Triangular irregular network

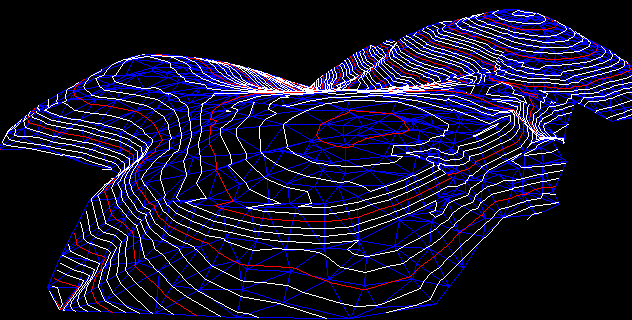
Figuur 1: TIN-model met contourlijnen

Een triangular irregular network, een TIN-model is een digitaal hoogtemodel dat uit driehoeken is opgebouwd. De hoekpunten van de driehoeken zijn onregelmatig verdeelde punten, bijvoorbeeld (een selectie van) originele hoogtemetingen. De driehoeken worden meestal gevormd met delaunay-triangulatie, een systematische methode waarbij de punten verbonden worden zoals hun cellen in een voronoi-diagram aan elkaar grenzen. 
Het is een datastructuur die in een geografisch informatiesysteem (GIS) gebruikt kan worden voor de voorstelling van een bepaald terrein, bijvoorbeeld landoppervlak of zeebodem. Een andere methode is gebaseerd op een regelmatig verdeeld rooster, of Engels: grid. Beide methoden hebben voor- en nadelen.
Wanneer een triangular irregular network gevisualiseerd wordt, kan daar een luchtfoto, kaart of ander rasterbestand overheen gedrapeerd worden. Een triangular irregular network kan ook gebruikt worden voor het genereren van contourlijnen.

## Principe
Een TIN-model is een vectorgebaseerde voorstelling van een terrein, opgebouwd uit een onregelmatig aantal knooppunten en lijnen met driedimensionale coördinaten {\displaystyle (x,y,z)} die zijn geordend in een netwerk van driehoeken die elkaar niet overlappen. Figuur 1 is daar een voorbeeld van. Het voordeel bij het gebruik van TIN is dat de punten variabel zijn verspreid, bijvoorbeeld gebaseerd op een algoritme dat beslist welke punten het belangrijkst en best bruikbaar zijn voor een nauwkeurige voorstelling van het terrein. Het komt erop neer dat in gebieden waar weinig variatie in hoogte is, de punten verder uit elkaar kunnen liggen dan in gebieden waar veel variatie in hoogte is. Dit is in figuur 2 weergegeven.

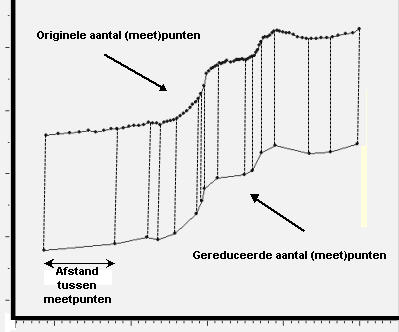
Figuur 2: Zie de afstand tussen de punten veranderen naarmate de variatie in hoogte toeneemt.

## Voronoi-diagram
Neem voor voronoi-diagram een voorbeeld uit de biologie van celgroei met een aantal celkernen in een begrensd gebied. Stel dat de cellen doorgroeien tot deze de celwand van de omliggende cellen raken. De celwanden raken elkaar dan halverwege de celkernen. Er ontstaat op deze manier ontstaat een mozaïek van veelhoeken, een voronoi-diagram. Zie de linker afbeelding van figuur 3.
Voronoi-cellen worden ook thiessen-veelhoeken genoemd.

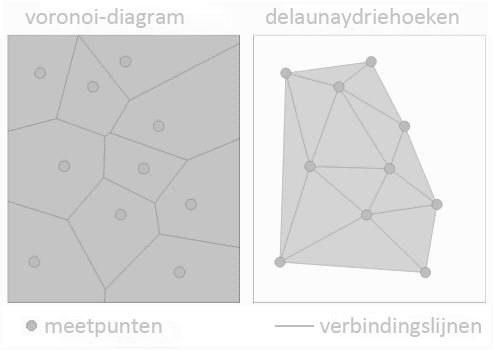
Figuur 3: Voronoi-diagram en delaunaydriehoeken

## Delaunaydriehoeken
Door de celkernen uit het vorige voorbeeld van het voronoi-diagram te verbinden, ontstaat er een mozaïek van driehoeken. De driehoeken in dit netwerk worden delaunaydriehoeken genoemd. Delaunaydriehoeken en voronoi-diagrammen zijn elkaars duale graaf, zie figuur 3. Als de een er is, is de ander er ook en andersom.

## Criteria voor delaunaydriehoeken
Er zijn een aantal wetmatigheden waaraan een delaunaytriangulatie moet voldoen. Daarmee kunnen ook criteria opgesteld worden voor het kiezen van de goede zijden voor een Delaunaytriangulatie.
- Maximum- en minimumhoekcriterium
- Cirkelcriterium
- Voronoi-oppervlaktecriterium

Ieder van de drie criteria zal leiden tot dezelfde verzameling driehoeken, mits de criteria goed worden toegepast.

## Nadelen van TIN-modellen
Een nadeel van een TIN-model is de sterke toename in rekentijd voor modellen met meer punten. Er bestaan methodes om de hoeveelheid punten te verminderen zonder al te veel detail kwijt te raken. Dergelijke technieken worden als gereedschap gebruikt in de meeste software voor dataverwerking in de hydrografie en geografische informatiesystemen.